# Eunice parca
Eunice parca är en ringmaskart som beskrevs av Grube 1878. Eunice parca ingår i släktet Eunice och familjen Eunicidae. Inga underarter finns listade i Catalogue of Life.